# 安東尼·賈卡洛內
安東尼·約瑟夫·賈卡洛內（英語：Anthony Joseph Giacalone；1919年1月9日—2001年2月23日），又稱為托尼·杰克（Tony Jack），是一名底特律的美國犯罪組織人物，在底特律合夥企業中擔任副頭目（capo）。1970年代吉米·霍法失蹤的調查期間，他引起了公眾注意，因為他是霍法失蹤當天安排見面的兩名黑手黨成員之一，而另一名是安東尼·普羅文察諾。賈卡洛內後來因為逃稅而在1976年被判入獄10年。他在2001年2月23日去世。

## 生平
賈卡洛內於1919年1月9日出生在底特律東區。他的父母是西西里移民，他是七個兄弟姐妹的大兒子，他經常幫助父親Giacomo在底特律的印第安村區域的一輛馬車後面售賣產品。他在看到犯罪組織的領導人擁有的財富對比他父親掙得的微薄生活後，便開始渴望從事犯罪組織活動。他特別尊敬他父親的親戚Salvatore "Sam" Catalanotte，Catalanotte是在底特律不斷發展的意大利黑社會中的領導人物。賈卡洛內在18歲時第一次被指控犯有刑事罪行。
到他30多歲時，他在由Peter Licavoli運營的當地彩票敲詐中擔任收注員，並為Joe Zerilli擔任賭債收錢人。這兩個人在當地犯罪組織中都受到高度尊重，他們保護賈卡洛內免受法律制裁。在1950年至1952年之間，他因涉嫌各種賭博罪而多次被捕，但避開了起訴。1954年8月，他在被捕14次後首次被定罪。他被判入獄8個月，並勒令支付法庭費用。在監獄服刑後，他因拒絕在大陪審團調查底特律地區的賭博前作證而被判入獄另外7天。
賈卡洛內因為吉米·霍法的失蹤而在1970年代舉世聞名。在此之前，霍法和幾名黑手黨成員之間的緊張關係日益加劇，他們反對霍法計劃取回國際貨車司機兄弟會的地位。1975年7月30日，霍法去了一間餐廳與安東尼·普羅文察諾和賈卡洛內見面後就失蹤了。賈卡洛內當天下午未曾在餐廳附近，可是他被懷疑參與謀殺霍法的陰謀。賈卡洛內後來因涉嫌騙稅而於1976年在威斯康辛州牛津的聯邦監獄被判入獄10年。

### 逝世
賈卡洛內於2001年2月23日去世，享年82歲。他因心臟衰竭和腎病變引起的併發症而被送入底特律的聖約翰醫院與醫學中心。他被安葬在密芝根州紹斯菲爾德的Holy Sepulchre墓地。

## 流行文化
马丁·斯科塞斯的2019年電影《愛爾蘭人》中，由帕特里克·加洛飾演安東尼·賈卡洛內。

## 延伸閱讀
- Reppetto, Thomas. . Henry Holt & Company. 2007. ISBN 0-8050-8659-5.

## 外部連結
- 在Find a Grave上的安東尼·賈卡洛內